# Pera de l'angoixa

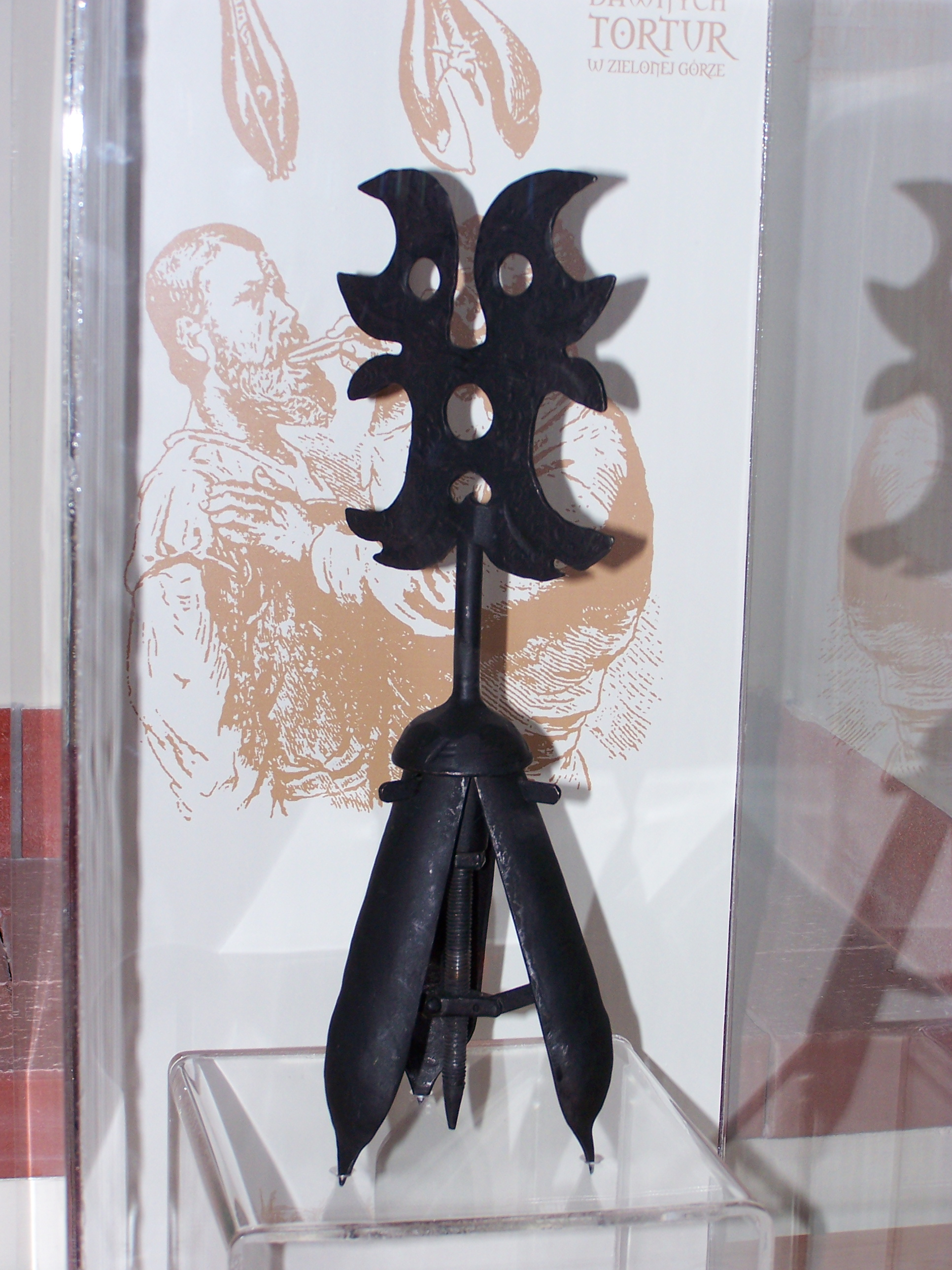
La pera de l'angoixa. Museu de la tortura al Lubusz Land Museum de Zielona Góra, Polònia.

La pera de l'angoixa, o pera de sufocació, és el nom modern d'un tipus d'instrument exposat en alguns museus, que consisteix en un cos metàl·lic (normalment en forma de pera) dividit en segments semblants a una cullera que es podrien accionar girant un caragol. Les descripcions del museu i algunes fonts recents afirmen que els dispositius es van utilitzar com a amenaça, per empènyer a què les persones confessessin, o internament com a instrument de tortura, tot i que aquests relats han estat discutits com a inversemblants.

## Orígens

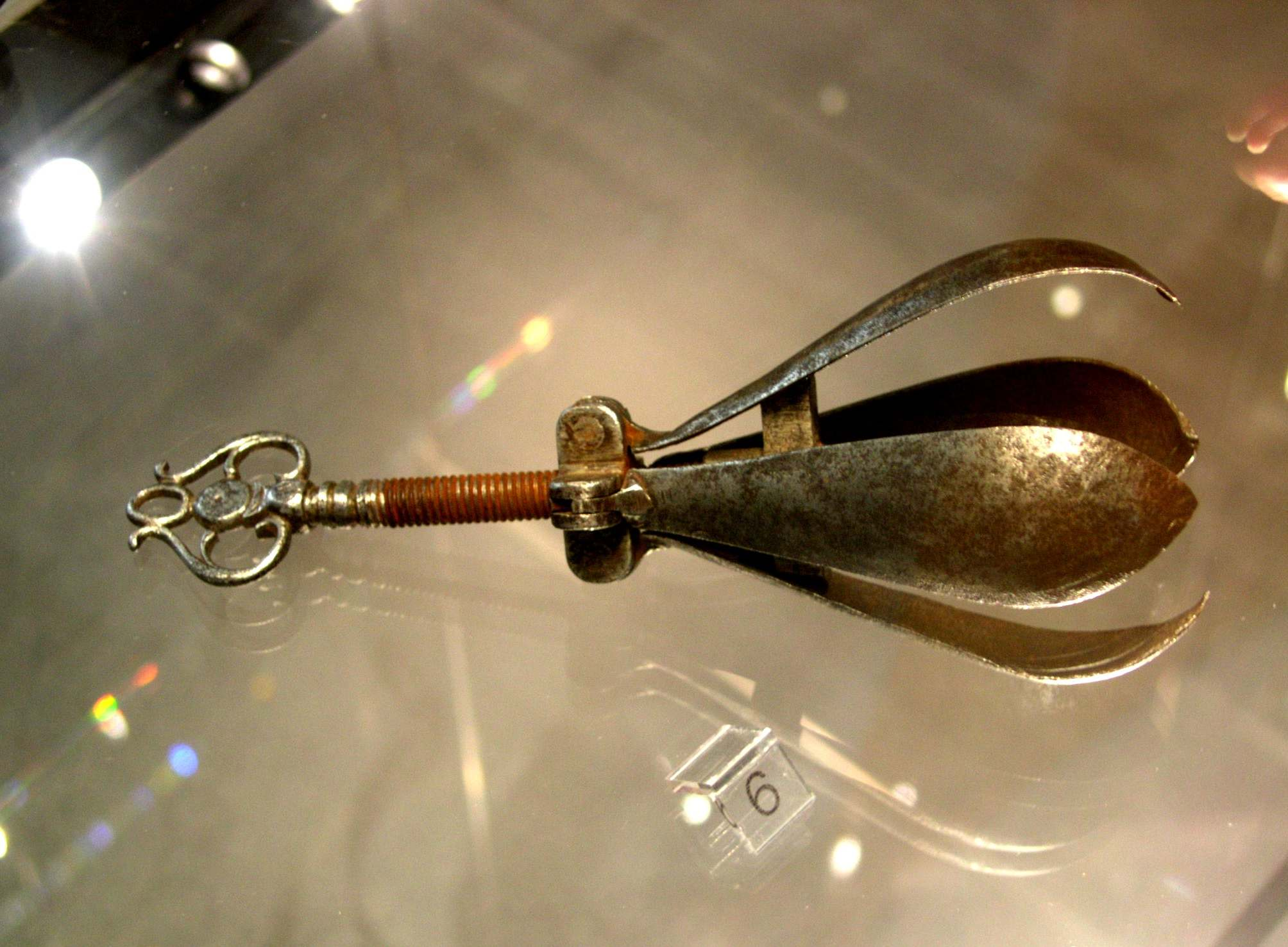
Spikeless Pear, al Museum der Festung Salzburg, Àustria

No hi ha cap relat contemporani de primera mà sobre aquests dispositius ni el seu ús. No obstant això, a través del disseny dels dispositius, com ara la consistència i l'estil del metall, sovint es daten a principis del període modern (cap al 1600). Un primer esment es troba a L'Inventaire général de l'histoire des larrons ("Inventari general de la història dels lladres") de F. de Calvi, escrit el 1639, que atribueix la invenció a un atracador anomenat Capitaine Gaucherou de Palioly als dies d'Enric de Navarra. Palioly hauria utilitzat una mordassa mecànica per sotmetre un parisenc ric mentre ell i els seus còmplices robaven la casa de la víctima.
Al segle xix apareixen altres mencions sobre l'aparell. També s'esmenten al Diccionari de la llengua vulgar de Grose (1811) com a "Peres de l'Ofec", i es descriuen com a ajudes utilitzades en l'extorsió, "antigament utilitzades a Holanda".
També van ser descrites en un llibre per Eldridge i Watts, superintendent de policia i inspector en cap de l'oficina de detectius de Boston, Massachusetts (1897). Tot acceptant l'existència d'artefactes en forma de pera, van observar que els lladres contemporanis no utilitzaven cap dispositiu com la Pera de Palioly i, en primer lloc, van posar en dubte la seva existència, dient que "afortunadament per a nosaltres aquest" invent diabòlic "sembla ser un de les arts perdudes, i, de fet, mai va existir fora del cap de Calví. Tanmateix, no hi ha cap dubte de l'elaboració d'un artefacte en forma de pera que ha estat utilitzat en gran manera pels lladres a Europa i que encara es pot emprar fins a cert punt. Això també es coneix com la "pera de l'angoixa", encara que és molt menys impactant i perillosa que la pera de Palioly".
Una altra menció es troba al Brewer's Dictionary of Phrase and Fable (1898), que afirma que "els lladres a Holanda van fer ús d'un tros de ferro en forma de pera, que forçaven a la boca de la seva víctima. En girar una clau, diverses molles llançaven punts de ferro en totes direccions, de manera que l'instrument de tortura no es podia treure mai més que mitjançant la clau".
Com es deriva del seu nom, el mecanisme d'aquest artefacte es volia introduir originalment a la boca per engegar la peça clau que expandia els pètals metàl·lics. Els pètals quàdruples o triples s'expandien cap a l'exterior, forçant la capacitat de boca interna de la víctima a estirar-se més enllà dels seus límits.
Chris Bishop, de la Universitat Nacional Australiana, sosté que la construcció de la més antiga pera de l'angoixa mostra una mà d'obra que supera el que és habitual d'un dispositiu de tortura. A més, es desconeix la procedència de molts dels dispositius i la seva manufactura indica que és probable que siguin de fabricació recent, i els registres del seu ús no són contemporanis de l'edat mitjana, cosa que fa sospitar.

## Peces de museu
Tot i que hi ha poques o cap evidència que fos utilitzada per bandits, hi ha una sèrie d'exemples existents de dispositius ornamentats i elaborats en forma de pera amb tres o quatre fulles o lòbuls, accionats girant una clau que gira el fil central del caragol, que estén les fulles. Generalment es troben en museus dedicats al tema de la tortura i es descriuen com a instruments de tortura per distensió o evisceració. Alguns, però no tots, tenen petites puntes de propòsit incert a la part inferior de cada fulla. Tanmateix, aquests aparells no semblen coincidir amb les descripcions donades per Calvi o les fonts del segle xix.